# 인민정의당

인민정의당

인민정의당(말레이어: Parti Keadilan Rakyat, 약칭 KEADILAN 또는 PKR)은 말레이시아의 중도좌파, 다민족주의 정당이므로, 2003년 기존의 국민정의당과 말레이시아 인민당(PRM; 이하 인민당) 탈당파들의 합당으로 창당되었다.회장은 안와르 이브라힘. 2008년 총선 당시 완 아지자 완 이스마일 대표 하에서 의석을 기존의 1석에서 31석까지 늘리는 데 성공한 바 있다. 2018년 총선 결과 국민전선에서 희망연맹으로 정권이 교체되었으며, 현재 희망연맹 내에서 최대 정당이다. 지지 기반은 슬랑오르, 페낭, 조호르 등 대도심이 밀집한 지역들이다.
사회정의와 반부패를 우선적으로 내걸고 있으며, 최근 신경제정책의 폐지와 빈곤퇴치, 경제불균형 시정을 두고 인종주의적 접근에 대해 반대 입장을 표명하고 있다. 현재 희망연합을 구성하는 4개 정당 중 하나이다. 현재 안와르 이브라힘이 총리에 선출되면서 여당이 되었다.

## 같이 보기
- 말레이시아의 정당
- 말레이시아의 정치
- 희망연맹